# Robbie Coltrane

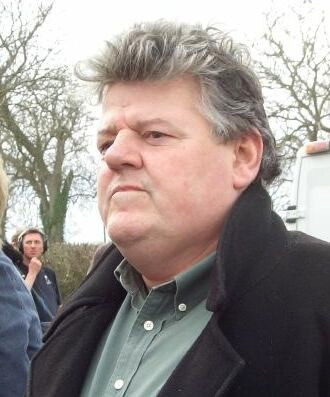
Robbie Coltrane, 2007

Robbie Coltrane, OBE (* 30. März 1950 als Anthony Robert McMillan in Rutherglen; † 14. Oktober 2022 in Larbert) war ein schottischer Schauspieler. Zu seinen bekanntesten Rollen zählen die des Eddie Fitzgerald in der Krimiserie Für alle Fälle Fitz und die des Wildhüters Rubeus Hagrid in den Harry-Potter-Filmen.

## Privatleben
Er wurde 1950 im schottischen South Lanarkshire als Sohn eines Arztes und einer Lehrerin geboren. Er hatte eine jüngere und eine ältere Schwester. Als Schüler besuchte er das Internat Glenalmond College. In den 1970er Jahren studierte er an der renommierten Glasgow School of Art, um Maler zu werden. Nach dem Studium nahm er aus Verehrung für den Jazz-Saxophonisten John Coltrane dessen Nachnamen an.
Coltrane war mit der Bildhauerin Rhona Gemmell verheiratet. Sie lebten ab 2003 getrennt und ließen sich später scheiden. Aus der Ehe gingen zwei Kinder hervor, die 1992 und 1998 geboren wurden.
Robbie Coltrane starb im Oktober 2022 nach langer Krankheit im Alter von 72 Jahren im schottischen Larbert an Multiorganversagen.

## Karriere

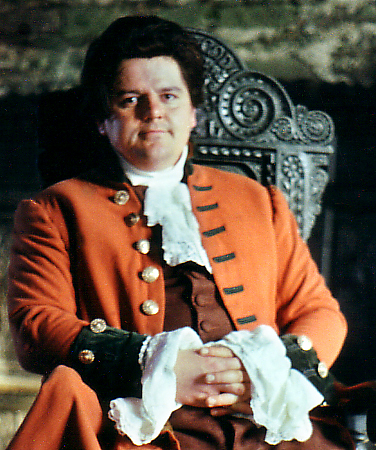
Robbie Coltrane, 1980er Jahre

Coltrane trat zunächst als Stand-up-Comedian in Clubs und beim Edinburgh Festival Fringe auf. Seinen Durchbruch als Bühnenschauspieler erlebte er 1978 am Traverse Theatre in Edinburgh mit dem Stück The Slab Boys des schottischen Dramatikers John Byrne. Seinen ersten Fernsehauftritt hatte er 1980 als Border Guard in der BBC-Miniserie The Lost Tribe. In den 1980er-Jahren wirkte er an Comedy-Serien wie The Comic Strip Presents, Blackadder und Saturday Night Live mit. Für Tutti Frutti erhielt er eine BAFTA-Nominierung. Er übernahm auch einige Auftritte in Kinofilmen, etwa in der Komödie Hilfe, die Amis kommen und dem Drama Henry V., die allerdings zunächst noch eher klein ausfielen.
Von 1993 bis 1996 verkörperte Coltrane in der Krimiserie Für alle Fälle Fitz die Titelrolle des fachlich brillanten, charakterlich schwierigen Kriminalpsychologen Dr. Eddie „Fitz“ Fitzgerald. Die beim Publikum und bei Kritikern sehr beliebte Serie wurde mit zahlreichen Preisen ausgezeichnet. Coltrane erhielt für seine Darstellung drei Jahre in Folge einen BAFTA-Award als bester Fernsehdarsteller. In dem US-Remake Immer wieder Fitz wirkte er 1998 in der Episode Weiße Teufel als Gaststar mit. 2006 trat er letztmals als Fitz in einem einmaligen Fernsehfilm-Special auf.
Nach dem Serienerfolg wurden auch Coltranes Kinorollen bedeutender. 1995 war er in dem James-Bond-Film GoldenEye als ehemaliger KGB-Agent Valentin Dimitrovich Zukovsky zu sehen; eine Rolle, die er 1999 noch einmal in James Bond 007 – Die Welt ist nicht genug übernahm. Seine internationale Bekanntheit steigerte sich danach durch seine Mitwirkung in den acht Verfilmungen der Harry-Potter-Romane, in denen er über den Zeitraum von 2001 bis 2011 jeweils den Halbriesen Rubeus Hagrid darstellte. Coltrane, dessen massige Gestalt sein Markenzeichen wurde, war die Wunschbesetzung der Harry-Potter-Autorin Joanne K. Rowling für diese Rolle. In dieser Zeit wirkte er als Nebendarsteller an Hollywood-Filmen wie From Hell (2001), Van Helsing und Ocean’s 12 (beide 2004) mit.
Trotz diverser Film- und Fernsehangebote kehrte Coltrane auch immer wieder zur Bühne zurück. Wegen einer Arthrose musste er etwa für die letzten zehn Jahre seines Lebens seine Schauspieltätigkeit deutlich reduzieren, zeitweise war er auf einen Rollstuhl angewiesen. 2016 spielte er die tragikomische Rolle eines abgehalfterten Comedians in der Miniserie Ende einer Legende. 2019 und 2020 verkörperte er Orson Welles in der Serie Urban Myths. Insgesamt umfasst sein filmisches Schaffen über 115 Film- und Fernsehproduktionen.

## Ehrungen und Auszeichnungen
- Officer des Order of the British Empire (OBE), in Anerkennung seiner schauspielerischen Verdienste (2006)
- BAFTA TV Award für die Serie Cracker als bester Darsteller (dreimal, 1994–1996)
- Nominierung: Academy of Canadian Cinema and Television Award für Oh, What a Night als bester Nebendarsteller
- Nominierung: British Academy Film Award für Harry Potter und der Stein der Weisen als bester Nebendarsteller
- Nominierung: Saturn Award für Harry Potter und der Stein der Weisen als bester Nebendarsteller
- Nominierung: Phoenix Film Critics Society Award für Harry Potter und die Kammer des Schreckens als Teil des besten Ensembles
- Nominierung: BAFTA TV Award für Tutti Frutti als bester Darsteller.
- Press Guild Award für die Serie Cracker als bester Darsteller
- Royal Television Society Award für die Serie Cracker als bester Darsteller
- Nominierung: CableACE Award für die Serie Cracker als bester Darsteller

## Filmografie (Auswahl)
- 1979: Waterloo Sunset (Fernsehfilm)
- 1980: Death Watch – Der gekaufte Tod (La Mort en direct)
- 1980: Flash Gordon
- 1981: Subway Riders
- 1982: Britannia Hospital
- 1982: Black-Out im Höllen-Paradies (Scrubbers)
- 1983: Geistertanz (Ghost Dance)
- 1983: Krull
- 1983–1984: Afresco (Fernsehserie, 13 Folgen)
- 1984: Laugh? I Nearly Paid My Licence Fee (Fernsehserie, 6 Folgen)
- 1985: Hilfe, die Amis kommen (National Lampoon’s European Vacation)
- 1985: Button – Im Sumpf der Atommafia (Defence Of The Realm)
- 1985: Supergrass – Unser Mann bei Scotland Yard (The Supergrass)
- 1985: Revolution
- 1986: Mona Lisa
- 1986: Absolute Beginners – Junge Helden (Absolute Beginners)
- 1986: Caravaggio
- 1987: Tutti Frutti (Fernsehserie, 6 Folgen)
- 1987: Eat the Rich
- 1987–1988: Blackadder (Fernsehserie, 2 Folgen)
- 1988: Rendezvous mit einem Killer (The Fruit Machine)
- 1989: Slipstream
- 1989: Henry V. (Henry V)
- 1989: Alles auf Sieg (Let It Ride)
- 1990: Nonnen auf der Flucht (Nuns on the Run)
- 1990: Genial Normal (Perfectly Normal)
- 1991: Ein Papst zum Küssen (The Pope Must Die)
- 1991: Leben ist der beste Stoff (Alive and Kicking) (Fernsehfilm)
- 1992: Oh, What a Night
- 1992: Mach’s nochmal, Columbus (Carry On Columbus)
- 1993–1996: Für alle Fälle Fitz (Cracker; Fernsehserie, 25 Folgen)
- 1993: Die Abenteuer von Huck Finn (The Adventures of Huck Finn)
- 1995: James Bond 007 – GoldenEye (Goldeneye)
- 1998: Wiege der Angst (Montana)
- 1998: Immer wieder Fitz: Weiße Teufel (White Ghost)
- 1998: Frogs For Snakes
- 1999: James Bond 007 – Die Welt ist nicht genug (The World Is Not Enough)
- 1999: Alice im Wunderland (Alice in Wonderland)
- 1999: Message in a Bottle – Der Beginn einer großen Liebe (Message in a Bottle)
- 2001: From Hell
- 2001: Der goldene Riecher (On the Nose)
- 2001: Harry Potter und der Stein der Weisen (Harry Potter and the Philosopher’s Stone)
- 2002: Harry Potter und die Kammer des Schreckens (Harry Potter and the Chamber of Secrets)
- 2003: Jack Lennox – Einer zieht die Fäden (The Plan Man)
- 2004: Ocean’s 12 (Ocean’s Twelve)
- 2004: Harry Potter und der Gefangene von Askaban (Harry Potter and the Prisoner of Azkaban)
- 2004: Van Helsing
- 2004: Frasier (Fernsehserie, Folge 11x23/24)
- 2005: Harry Potter und der Feuerkelch (Harry Potter and the Goblet of Fire)
- 2006: Provoked: A True Story
- 2006: Für alle Fälle Fitz (Cracker) – Nine Eleven (Fernsehfilm)
- 2006: Stormbreaker (Stormbreaker)
- 2007: Harry Potter und der Orden des Phönix (Harry Potter and the Order of the Phoenix)
- 2008: Brothers Bloom (The Brothers Bloom)
- 2009: Murderland (Fernseh-Miniserie, 3 Folgen)
- 2009: Harry Potter und der Halbblutprinz (Harry Potter and the Half-Blood Prince)
- 2010: Harry Potter und die Heiligtümer des Todes – Teil 1 (Harry Potter and the Deathly Hallows: Part 1)
- 2011: Harry Potter und die Heiligtümer des Todes – Teil 2 (Harry Potter and the Deathly Hallows: Part 2)
- 2011: Kate Bush: Deeper Understanding (Musikvideo)
- 2011: Das Grüffelokind (The Gruffalo’s Child)
- 2012: Merida – Legende der Highlands (Brave, Stimme von Lord Dingwall)
- 2012: Große Erwartungen (Great Expectations)
- 2014: Effie Gray
- 2016–2018: Der entscheidende Beweis (Critical Evidence) (2 Staffeln, Host)
- 2016: Ende einer Legende (National Treasure; Fernseh-Miniserie, 4 Folgen)
- 2019/2020: Urban Myths (Fernsehserie, 2 Folgen)
- 2022: Harry Potter 20th Anniversary: Return to Hogwarts (Fernsehspecial)